# Echthronomas tricincta
Echthronomas tricincta là một loài tò vò trong họ Ichneumonidae.